# 灰叶女蒿
灰叶女蒿（学名：Hippolytia tomentosa）是菊科女蒿属的植物。分布在克什米尔以及中国大陆的西藏等地，生长于海拔4,700米的地区，多生长在荒漠，目前尚未由人工引种栽培。